# Cá bột

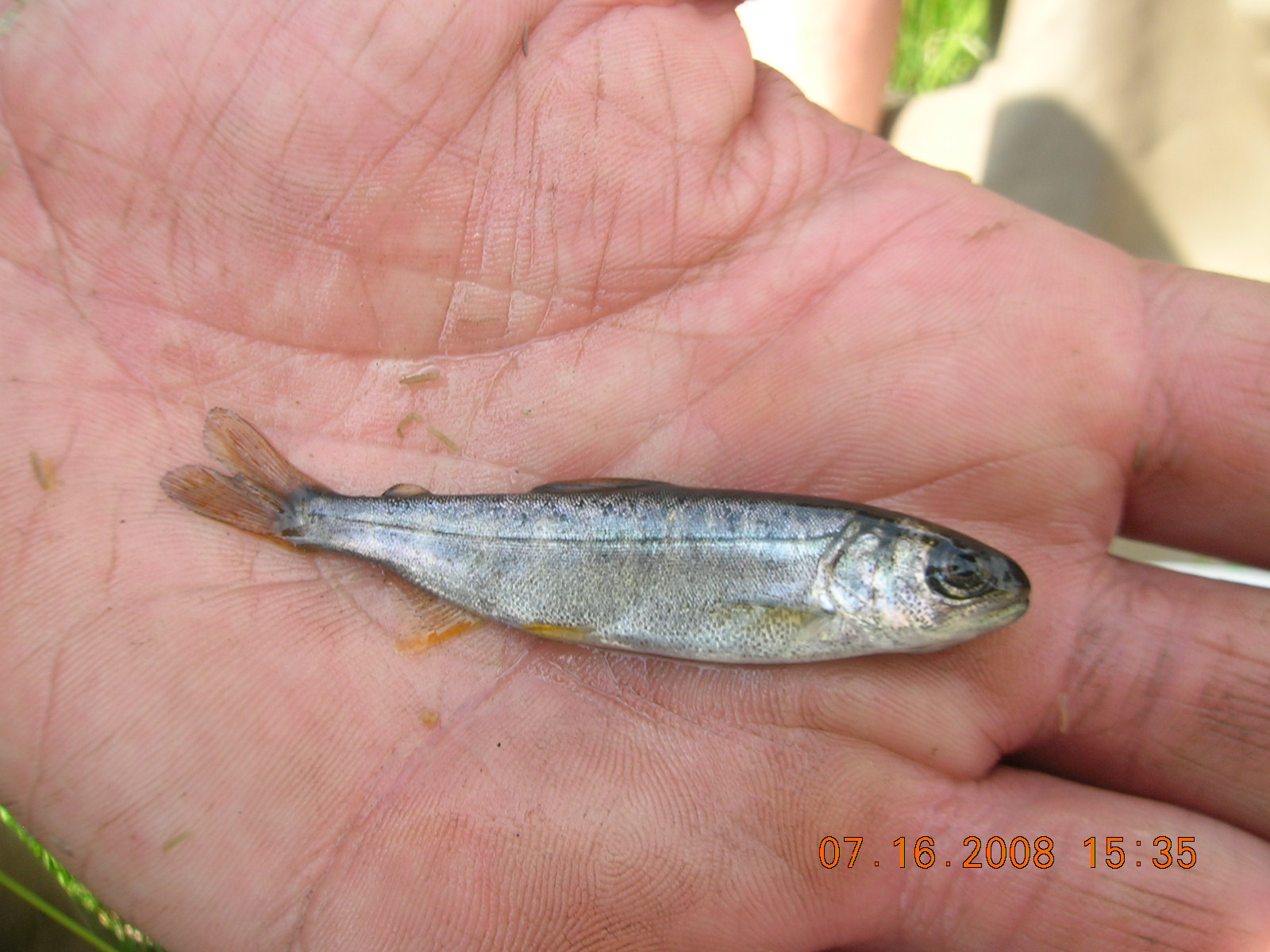
Một con cá bột

Cá bột hay cá con hay cá ấu trùng, hay cá ương là một giai đoạn phát triển trong vòng đời của loài cá. Cá đi qua các giai đoạn vòng đời khác nhau từ khi nở và trưởng thành.

## Đặc điểm
Đời sống của chúng bắt đầu từ khi trứng cá nở thành ấu trùng. Ấu trùng không có khả năng nuôi sống bản thân, mà mang theo một lòng đỏ cung cấp chất dinh dưỡng cho nó. Trước khi lòng đỏ hoàn toàn biến mất, các con cá nhỏ phải trở thành có khả năng tự nuôi bản thân.
Ấu trùng giai đoạn đầu bơi kém, nhưng ấu trùng giai đoạn sau bơi tốt hơn và không còn là phù du như chúng phát triển thành cá con. Ấu trùng cá là một phần của động vật phù du mà nhiều loài ăn sinh vật phù du nhỏ hơn. Cả trứng và ấu trùng được động vật lớn hơn ăn. Trùng cỏ là những sinh vật có kích thước rất nhỏ và là thức ăn quan trọng cho cá bột mới nở, nó là thức ăn thích hợp nhất đối với những loại cá bột có kích thước nhỏ chẳng hạn như cá lia thia.
Khi chúng đã phát triển đến điểm mà nó có khả năng tự nuôi bản thân thì lúc này cá được gọi là cá bột. Ngoài ra, chúng đã phát triển về kích thước và vây và việc chuyển đổi sang một con cá thuần thục thì nó được gọi là cá giống. Cá giống thường bằng kích thước của ngón tay. Giai đoạn vị thành niên kéo dài cho đến khi cá được phát triển đầy đủ, thành thục sinh dục và tương tác với cá trưởng thành khác. Trong chăn nuôi, việc nuôi cá con phát triển hay còn gọi là ương cá bột là một giai đoạn quan trọng. Cá bột cần được thả vào ao ương trong vòng 24 giờ sau khi lấy nước vào, để cho những địch hại của cá bột (giáp xác chân chèo, nòng nọc, bọ gạo, bắp cày…) chưa kịp phát triển.